# Gösta Montelin

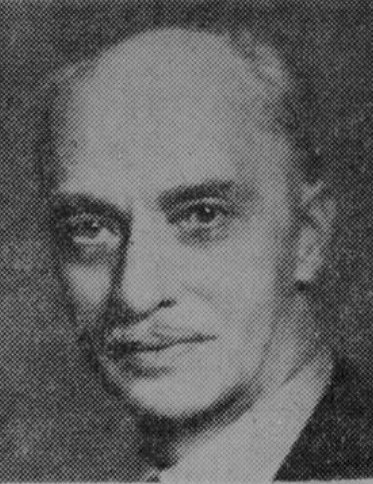
Gösta Montelin.

Tor Gösta Emanuel Montelin, född 7 december 1878, död 15 januari 1946, var en svensk litteraturhistoriker.
Montelin blev filosofie licentiat 1914, lektor vid Uppsala folkskollärarseminarium 1919, censor vid Statens biografbyrå 1921 och var modersmålslärare vid ett flertal läroanstalter i Stockholm. 
Som författare Montelin verkade framför allt för att sprida kunskap om tysk diktning genom litteraturhistoriska arbeten som Lenau i lif och diktning (1902), Tysk litteratur i historisk framställning och svensk tolkning (1922) med flera. Mellan 1930 och 1935 utgav han en Världslitteraturens historia i sju band. Han var även verksam som översättare från tyska och franska.